# Serie HP-49

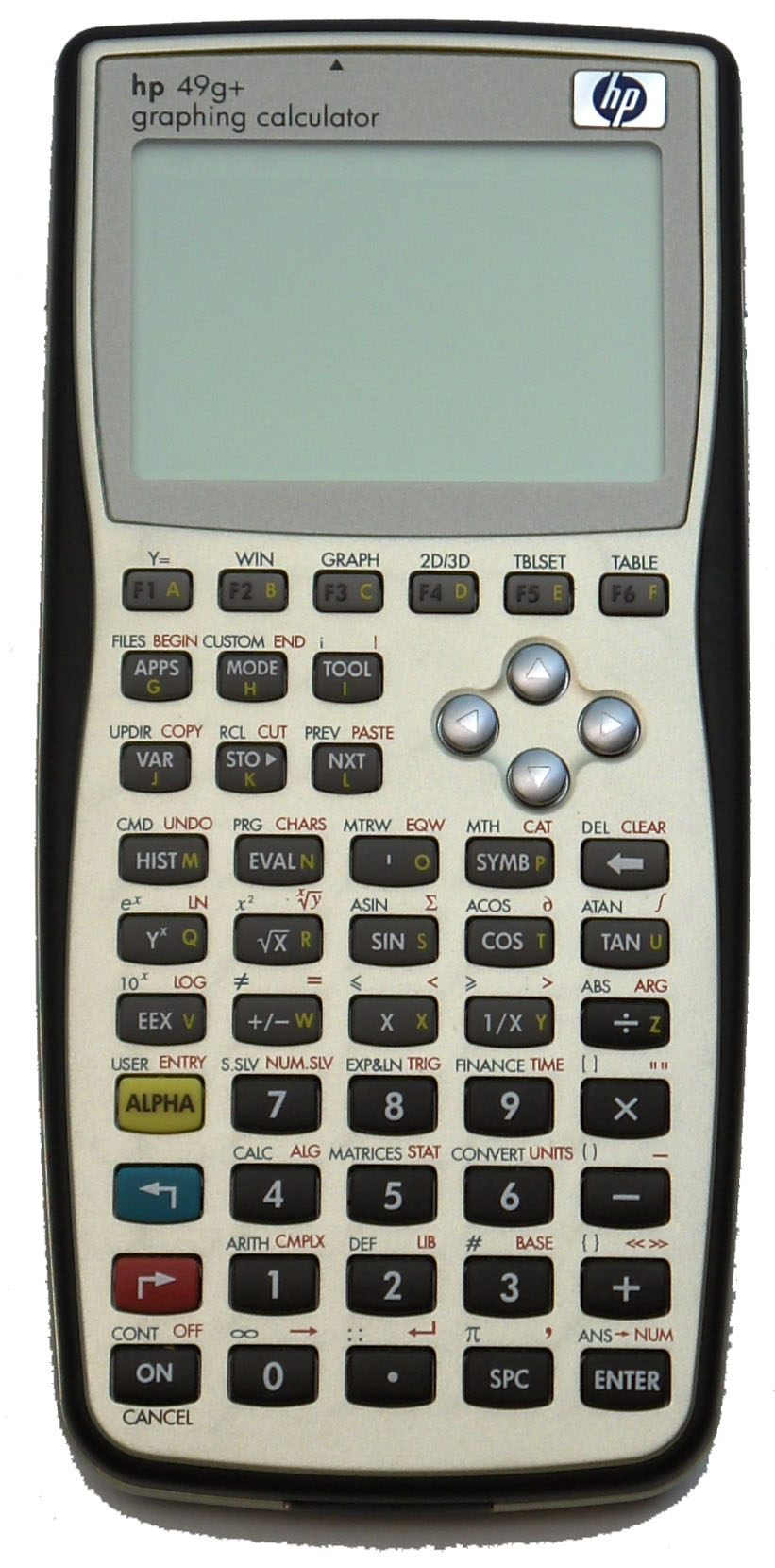
Calculadora programable HP49g+ de Hewlett-Packard.

La serie HP 49G es un conjunto de calculadoras gráficas creadas por Hewlett-Packard (HP). Esta serie es la sucesora a la serie HP48, una de las más vendidas entre ingenieros, científicos y estudiantes. 
En la actualidad la serie 49 de HP está compuesta por cuatro calculadoras gráficas. Estas calculadoras soportan tanto notación algebraica como RPN, y pueden realizar cálculos numéricos y simbólicos utilizando el sistema de álgebra para computación (CAS) incorporado, que es una versión mejorada del ALG48.
La serie 49 es a menudo comparada con la serie TI-89 de Texas Instruments. La velocidad de cálculo varía entre los distintos sistemas en general, el sistema CAS de la serie TI-89 (basado en el motor de derivadas de Texas Instruments) supera al sistema CAS de la serie HP-49G en áreas como la resolución de ecuaciones simultáneas, la integración y la manipulación de matrices simbólicas, sin embargo, la serie 49 es en general más rápida en otras áreas, como son la generación de gráficos 3D, la expansión de series numéricas y la manipulación de matrices. 
El sistema CAS de la serie 49 tiene más herramientas para resolver una variedad más amplia de problemas que el sistema CAS de la serie TI-89, pero esta flexibilidad hace que sea más difícil de utilizar y, a menudo más lento.

## HP-49G
Lanzada en agosto de 1999, esta calculadora fue la primera unidad de HP que rompía con el color tradicional. Además de tener un color azul metálico, el material que usaba el teclado era de goma, y carecía de una gran tecla ENTER, visto por muchos como un distintivo de las calculadoras HP. Estos cambios no fueron bien recibidos por muchos usuarios tradicionales de las calculadoras HP.
La serie 49G incorporaba muchas de las interfaces y herramientas matemáticas más potentes disponibles en la serie HP-48 en el firmware de la nueva serie 49G, incluyendo la habilidad de compilar y decompilar tanto código ensamblador de SysRPL y Saturn en la unidad.
La serie 49G fue la primera calculadora HP en usar memoria flash y de tener una ROM actualizable. La última actualización de ROM con soporte oficial fue la 1.18, pero algunos desarrolladores lanzaron varias actualizaciones no oficiales. La versión final de actualización fue la 1.19-6.
En 2003, el código fuente del sistema CAS de la ROM de la serie 49G fue lanzada bajo la LGPL. Además, esta versión incluía un programa interactivo de geometría y algunos comandos que le otorgaban compatibilidad con ciertos programas escritos para la nueva calculadora 49g+. Debido a restricciones de licencia, la ROM recompilada no puede ser distribuida.

### Problemas, errores y críticas
La principal crítica de la calculadora 49G era el nuevo diseño del teclado de goma y la extraña coloración azul. Algunos usuarios informaron de que algunas teclas de goma podían desconectarse con facilidad de la estructura de plástico. Además, algunos sintieron que la 49G fue basada en hardware obsoleto, superado por procesadores más rápidos y pantallas de mayor resolución en la serie TI-89.
Con la utilización de un procesador Saturn de 4MHz los diseñadores fueron capaces de reutilizar con facilidad código antiguo de la serie HP-48, pero no ofreció el avance tecnológico esperado por los usuarios.
La documentación de las nuevas características era deficiente, con lo que dificultaba el aprendizaje de los nuevos usuarios.

### Características básicas
- Resolución de pantalla: 131 × 64 píxeles
- CPU: 4 MHz Saturn
- Memoria: 2 MiB de memoria flash y 512 KiB de RAM
- Comunicación: RS232 (usando los protocolos Kermit o XModem, conector propietario de 10 pin)

## HP-49G+
En agosto de 2003, HP lanzó la 49g+. Esta unidad tenía una coloración metálica dorada y era retrocompatible con la HP 49G. En vez del teclado de goma encontrado en la HP 49G, el teclado de esta calculadora volvía a ser de plástico como en las antiguas calculadoras HP. Fue diseñada y fabricada por Kinpo Electronics para HP.
Esta calculadora ofrecía una nueva arquitectura de procesador, USB y comunicación IrDA (infrarrojos), expansión de memoria vía tarjetas SD, y una pantalla ligeramente mayor, como otras mejoras frente al modelo anterior.
Cabe destacar que el sistema de la calculadora no se ejecutaba directamente sobre el nuevo procesador ARM, sino en una capa de emulación para los antiguos procesadores Saturn encontrados en antiguas calculadoras HP. Esto permitió a la 49g+ mantener compatibilidad a nivel binario con la mayoría de los programas escritos para la calculadora HP 49G, además de una compatibilidad a nivel de código con muchos códigos escritos para la serie HP 48.
A pesar de la emulación, la 49g+ era aún mucho más rápida que cualquier modelo anterior de calculadora de HP. El incremento de velocidad frente a la HP 49G esta en torno a 3-7 veces dependiendo de la tarea. Era incluso posible ejecutar programas escritos para el procesador ARM si se evitaba completamente la capa de emulación. También está disponible un port del compilador de C de GNU (HPGCC).

### Problemas, errores y críticas
La 49G+ ha sido criticada más que cualquier otra calculadora de HP en el pasado.
El nuevo diseño del teclado causaba un ruido vació cuando era presionado, y muchos usuarios empezaron a notificar frecuentes fallos físicos de las teclas. Debido a su diseño no probado, las teclas frecuentemente registraban dos pulsaciones al ser pulsadas. Además en ocasiones se podían romper internamente.
Los componentes están hechos con plásticos de baja calidad, que a menudo se rompían o decoloraban con el tiempo, causando un aspecto feo. Estos defectos físicos y de diseño provocaron que muchos usuarios buscaran las nuevas unidades bajo la garantía de HP. Algunos usuarios han notificado recibir tres o más unidades de reemplazo y experimentado los mismos problemas.
Además de los problemas físicos, muchos problemas de software plagaron el lanzamiento inicial. A pesar de disponer de una mayor pantalla, el software no tomaba ventaja de esto con aplicaciones como el plotting. Muchas pulsaciones de teclas eran usualmente perdidas o tomadas como dos pulsaciones, resultando en problemas de entrada de datos. La pantalla podía parpadear con el uso, incluso a veces se podían observar problemas de visualización.
Aunque HP no ha hecho ninguna respuesta oficial a estas críticas, se han producido cambios tratando de rectificar estos problemas. Actualizaciones de software arreglaron muchos de los problemas producidos en versiones anteriores, y el nuevo teclado introducido en la 49g+ ha sido objetivo de varias revisiones que parecen estar mejorando su fiabilidad con cada cambio.
El último modelo de 49G+, con números de serie CNA6XXXXXXX y superiores, tiene el último diseño de teclado encontrado en las nuevas calculadoras 39gs, 40gs y el 50g. Muchos usuarios han informado de una mejora drástica entre los teclados de estos nuevos modelos 49g+ y los antiguos modelos 39/49g+. Si bien los usuarios no han tenido el nuevo teclado el tiempo suficiente para determinar cómo actuará conforme pase el tiempo, parecen ser mucho más duraderas que los teclados de generaciones anteriores.

### Características básicas
```
* Resolución de pantalla: 131 × 80 píxeles 
```

- CPU: 203 MHz ARM920T (a 75 MHz por defecto, pero puede ser overclockeado por algunos programas de usuario)
- Memoria: 2 MiB de memoria flash (~ 768 KIB accesible por el usuario), 512 KIB RAM (~ 380 KiB accesible por el usuario)
- Expansión: tarjeta de memoria SD (hasta 2 GB)
- Comunicación: puerto USB (utilizando los protocolos XModem o Kermit), IrDA (infrarrojos)
- Forma de entrada de datos: Algebraico y RPN

## HP-48GII
La serie HP 48gII no fue un reemplazo para la serie 48G como su nombre sugiere. Más bien fue una 49g+ con una reducción de memoria, sin expansión de tarjetas de memoria SD, menor velocidad de reloj, y una pantalla más pequeña. Esta calculadora parece tener como objetivos a aquellos usuarios que desean una capacidad matemática, pero no desean instalar muchos programas.

### Problemas, errores y críticas
La serie HP 48GII sufrió los mismos problemas que la serie 49g+. Las primeras unidades no permitían actualizaciones de la ROM, se tuvo que hacer una llamada general cuando se descubrió a principios del 2004 un problema con la vida de las baterías
Además, algunos usuarios se han quejado de la comunicación no estándar RS-232 usada por la unidad. Las primeras unidades vinieron con un cable serie RS-232 especial, desafortunadamente, incluso con este cable, las unidades todavía no funcionaban correctamente con la mayoría de equipamiento RS-232. Por este motivo, la principal ventaja de la serie 48GII sobre la serie 49g+ (la capacidad de comunicación usando el protocolo de comunicación RS-232) es esencialmente discutible. Actualmente las 48gII tienen el mismo puerto USB y serie que las serie 50G.
Las 48GII pueden ejecutar la mayoría de los programas compatibles con la serie 49G+, siempre que tenga suficiente memoria disponible.

### Características básicas
- Resolución de pantalla: 131 × 64 píxeles
- CPU: 203 MHz ARM (frecuencia de 48 MHz por defecto, pero puede ser overclockeado por algunos programas de usuario)
- Memoria: 128 KiB RAM (~ 80 KiB accesible por el usuario)
- Comunicación: puerto RS-232 (utilizando los protocolos Kermit o Xmodem), y IrDA (infrarrojos); o puerto USB, IrDA, y de serie asíncrono

## HP-50G
La HP 50G es la última calculadora dentro de la serie “49”. El cambio más aparente es el cambio de los colores utilizados en el modelo, volviendo al estilo y apariencia de unidades más tradicionales de HP. Usa plástico negro oscuro para todo el cuerpo del dispositivo, y blanco, naranja y amarillo para las teclas funcionales. También existe una versión de color azul más difícil de encontrar.
La forma y tamaño de la carcasa de esta calculadora es idéntica a la actual serie 49g+, pero esta serie utiliza cuatro baterías AAA en vez de las tres del modelo anterior. Además de todas las características de la serie 49g+, la serie 50g incluye la librería de ecuaciones completa encontrada en la serie 48G (también disponible para la serie 49g+ con versión de ROM 2.06 y superior) y tiene un puerto de serie asíncrono además del puerto IrDA y USB de la serie 49g+. 
El nuevo puerto serie asíncrono no es un verdadero puerto RS-232, ya que utiliza diferentes niveles de tensión y no un conector estándar. Necesita de un adaptador externo para la comunicación con el protocolo RS-232. 
El teclado, a menudo la característica más criticada de las calculadoras 49g+, ha sido rediseñado para eliminar los anteriores problemas. 
Este modelo fue lanzado en agosto de 2006.

### Problemas, errores y críticas
A pesar del relativamente reciente lanzamiento al mercado de la HP 50g (agosto de 2006), varios usuarios se han quejado de que esta calculadora no presenta ninguna característica o avance tecnológico significativo frente al anterior modelo 49g+. El sentimiento general es que esta unidad es lo que debía haber sido la 49g+.

### Características básicas
- Resolución de pantalla: 131 × 80 píxeles
- CPU: 203 MHz ARM (frecuencia de 75 MHz por defecto, pero puede ser ajustado por ciertos programas de usuario)
- Memoria: 2 MB de memoria flash (~ 768 KB accesible por el usuario), 512 KB RAM (~ 380 KB accesible por el usuario)
- Expansión: tarjeta de memoria SD (hasta 2 GB)
- Comunicación: puerto USB (utilizando los protocolos Xmodem o Kermit), IrDA (infrarrojos), y puerto de serie asíncrono
- Forma de entrada de datos: Algebraico y RPN

## Actualizaciones de ROM
La serie 49G permite al usuario actualizar la ROM para mejorar las características o corregir errores (bugs). Para ver cuál es la ROM de estas calculadoras, se debe ejecutar el comando VERSION. Este devolverá dos cadenas a la pila (stack) que deben ser similar a estas:
```
"Version HP49-C Revision #2.09" 
"Copyright HP 2006"
```

La ROM más actual y las instrucciones de instalación se puede encontrar en la página web de HP 49G+ (ver enlaces externos).
Es importante señalar que hay varias ROMs no oficiales disponibles para descargar. Estos no gozan de apoyo oficial, pero se recomienda por parte de los usuarios utilizar la última ROM oficial posible. ROMs no oficiales se encuentran en hpcalc.org donde son liberadas por los mantenedores de ROM.